# Saïd de Mogadiscio
Saïd de Mogadiscio (somali : Saciid min Muqdisho, arabe : سعيد من مقديشو Sa'iid min maqadīshū) est un érudit musulman et voyageur somali du XIVe siècle.

## Biographie
Saïd naît en 1301 à Mogadiscio dans le sultanat Ajuran.  
Il quitte sa ville natale à l'adolescence pour aller étudier dans les villes saintes de La Mecque et Médine. Il demeure 28 ans au Hedjaz, où sa réputation d'érudit lui permet d'avoir de nombreux disciples ainsi que des entrevues avec les émirs locaux,.  
Par la suite, il entreprend un grand voyage en Orient, visitant notamment la Chine et l'Inde. Là-bas, il aurait croisé, vers 1340, la route d'un autre grand voyageur musulman, le célèbre Ibn Battouta,,,. 

## Réalisations
On dit de lui qu'il est le premier Subsaharien à :  
- être ambassadeur en Chine ;
- étudier le mandarin ;
- traduire le mandarin dans une langue subsaharienne indigène telle que le somali[7].